# Paranathrix acanthococci
Paranathrix acanthococci är en stekelart som först beskrevs av Svetlana N. Myartseva 1977.  Paranathrix acanthococci ingår i släktet Paranathrix och familjen sköldlussteklar. Inga underarter finns listade i Catalogue of Life.